# 小田孝朝
小田 孝朝（おだ たかとも、延元2年/建武4年12月4日（1337年12月26日） - 応永21年6月16日（1414年7月3日）は、南北朝時代から室町時代前期にかけての武将。小田氏の第9代当主。第8代当主・小田治久の子。太郎。讃岐入道。

## 生涯
小山義政の乱が起こったとき、その鎮定に先鋒として功を挙げた。ところがそれに対して鎌倉公方・足利氏満の恩賞が不当に少なかったことへの不満や小山氏が滅ぼされたことに対する不安から、1386年の小山若犬丸の乱の首謀者である小山若犬丸を秘かに匿った。ところが、翌1387年孝朝親子が鎌倉に参仕している最中にこの事実が発覚、6月13日孝朝親子を幽閉した足利氏満は上杉朝宗らの討伐軍を小田城に向かわせる。主を捕えられた一族・家臣は小田城・男体城に籠って抵抗するが、翌年7月19日には男体城を攻め落とされて降伏した（小田氏の乱）。戦後、京都の将軍足利義満の命令もあり、氏満は孝朝の一命は助命し、所領の一部没収だけの処罰にとどめている（『頼印大僧正行状絵詞』）。その後は特に政界で目立った行動は起こさず、もともと豊かな教養人であったため、和歌や書に没頭した。和歌においては、勅撰和歌集である『新千載和歌集』・『新拾遺和歌集』に採録され、前者の中には足利尊氏に召されて詠んだ和歌も含まれている。また、剣術にも大いなる興味を持ち、三河の中篠頼平あるいは小田氏と同族の中条長秀から剣術を学び、小田流剣法を創始した。応永21年（1414年）6月16日に死去した。享年78。法号は宝昌院覚山。墓所は茨城県かすみがうら市牛渡の宝昌寺。長男の治朝に先立たれていたため、嫡孫の持家が跡を継いだ。